# Margulisbacteria
Candidatus Margulisbacteria — пропонований тип бактерій, близький до ціанобактерій. Це ендосимбіотичні бактерії термітів, тарганів і найпростіших. Вони є частиною їхньою травної мікробіоти і допомогають перетравлювати деякі речовини, такі як целюлоза. Аналіз геному показав, що ці бактерії можуть гідролізувати та ферментувати целюлозу, целобіозу, ацетат та етанол. Відносини з господарем можуть бути мутуалістичними або коменсалістичними.
Пропоновий тип названо на честь американської біологині Лінн Маргуліс (1938—2011). Найвідомішою її працею стала ендосимбіотична теорія походження евкаріот та їх органел, яку вона розвинула до загальносвітового прийняття.